# ルナ・マヒカ
マリア・デ・ロス・アンヘレス・アランダ・ラミレス（Maria De Los Angeles Aranda Ramirez、女性、1978年1月10日 - ）は、メキシコ・タマウリパス州シウダ・マデーロ出身のプロレスラー。スペイン語で「魔法の月」を意味するルナ・マヒカ（Luna Magica）のリングネームで知られる。CMLL所属。テクニカ。CMLLブッカーのフランコ・コロンボとの間に1児を出産している。妹のエストレージャ・マヒカもCMLLなどで活動するルチャドーラ。

## 来歴
1996年にデビューし、LLFを含むインディ団体を転戦。
2005年、CMLL女子部再開に参加。
2007年4月27日、メキシコナショナル女子王座決定トーナメントに出場。ファイナルの14人まで進むも、エリミネーションでマルセラ、プリンセサ・スヘイに敗退。
2010年10月17日、プリンセサ・ブランカに敗れ髪を失う。
2011年12月6日、ジュビアと組み、ラ・コマンダンテ、セウシスが持つREINA世界タッグ王座の奪取成功。
このタッグベルトを掲げ2012年明けにREINAに来日。1月29日、カサンドラ、シルエタ相手に防衛成功。
石橋葵、上林愛貴相手にも防衛を果たす。しかし、日本最終戦となる3月24日にセウシス、下田美馬に敗れ王座陥落。

## 獲得タイトル
- REINA世界タッグ王座（パートナー：ジュビア）